# Dirk van Hasseltssteeg

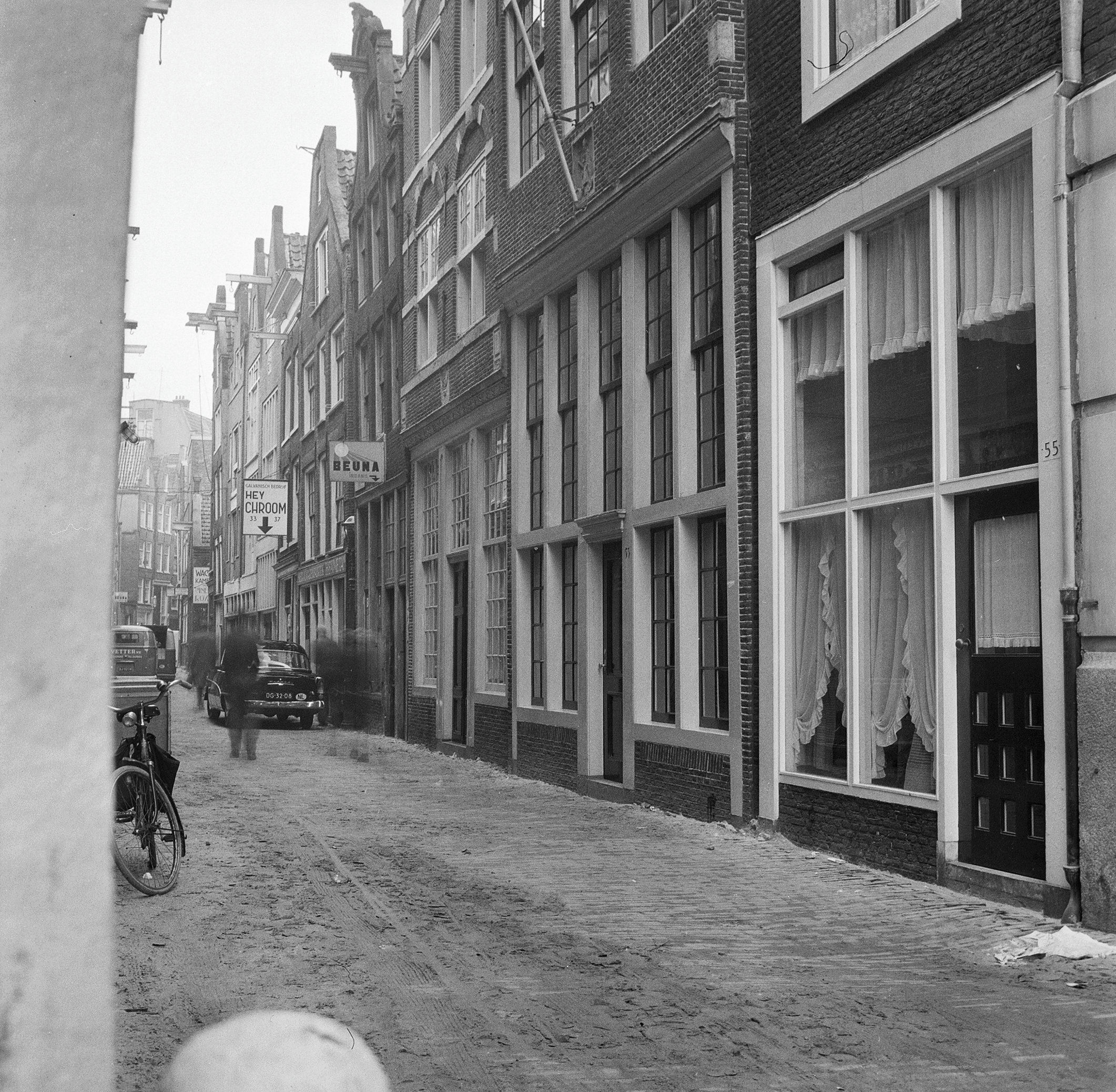
Dirk van Hasseltssteeg 51-53

De Dirk van Hasseltssteeg is een steeg in Amsterdam. De steeg ligt tussen Nieuwendijk en de Nieuwezijds Voorburgwal. 
De steeg is vernoemd naar schipper Dirk van Hasselt. Uit archiefstukken blijkt dat Van Hasselt zelf ook een hoekpand bezat in deze steeg.
Onder de panden 2 tot en met 6 liggen funderingsresten. Mogelijk zijn deze van het 13e-eeuwse kasteel van de heren van Amstel.
Een reeks panden in de steeg is aangewezen als rijksmonument. In de steeg was op de nrs. 51-53 vele jaren het kantoor van de gemeentelijke dienst Monumentenzorg gevestigd.